# Walter Wanger
Walter Wanger, eigentlich Walter Feuchtwanger (* 11. Juli 1894 in San Francisco, Kalifornien; † 18. November 1968 in Santa Monica, Kalifornien), war ein US-amerikanischer Filmproduzent.

## Leben

### Karriere
Wangers Produktionsfirma Walter Wanger Productions schloss 1938 einen zuerst auf zehn Jahre angelegten Vertriebsvertrag mit der United Artists. In der Zeit zwischen 1937 und 1958 produzierte Wanger 18 Kinofilme für das Filmunternehmen. Ringo (Originaltitel: Stagecoach) von Regisseur John Ford ist der bekannteste Titel dieser Zusammenarbeit.
1949 sollte Wanger einen Ehrenoscar für Johanna von Orleans erhalten. Dies lehnte der Produzent aber ab, da er sich mit Howard Hughes, dem Inhaber des finanzierenden Filmstudios RKO Pictures, wegen des schwachen Abschneidens an den Kinokassen verworfen hatte und Wanger dies mit der miserablen Pressearbeit des Studios begründete. 
Bereits 1946 wurde er mit dem Ehrenoscar für seine sechs Jahre andauernde Präsidentschaft an der Spitze der Academy of Motion Picture Arts and Sciences geehrt. 1964 folgte eine Oscar-Nominierung für den von ihm produzierten Monumentalfilm Cleopatra, der allerdings an den Kinokassen hinter den hohen Erwartungen zurückblieb und Wagners letzte Produktion blieb. 

### Privates und Inhaftierung
Walter Wanger war mit den Schauspielerinnen Justine Johnstone (von 1919 bis 1938) und Joan Bennett (von 1940 bis 1965) verheiratet. 
Im Dezember 1951 schoss Wanger den Agenten seiner Ehefrau Joan Bennett, Jennings Lang, an der Haustür nieder, nachdem er eine Affäre zwischen den beiden vermutet hatte. Er verwundete Lang am Oberschenkel und der Leistengegend. Wanger musste lediglich für vier Monate ins Gefängnis, nachdem er auf Unzurechnungsfähigkeit plädiert und sich Freunde für ihn eingesetzt hatten. Nach seiner Entlassung produzierte er zwei Gefängnisfilme.

## Filmografie (Auswahl)
- 1932: Das Washingtoner Karussell (Washington Merry-Go-Round)
- 1933: The Bitter Tea of General Yen
- 1933: Zwischen heut und morgen (Gabriel Over the White House)
- 1933: Königin Christine (Queen Christina)
- 1935: Oberarzt Dr. Monet (Private Worlds)
- 1935: Jeden Abend um acht (Every Night at Eight)
- 1935: Mädchen in Shanghai (Shanghai)
- 1937: Für Sie, Madame … (Vogues of 1938)
- 1937: … und ewig siegt die Liebe (History is Made at Night)
- 1937: Mr. Dodd geht nach Hollywood (Stand-In)
- 1938: Algiers
- 1938: Blockade
- 1939: Ringo (Stagecoach)
- 1939: Zauberer der Liebe (Eternally Yours) (ohne Nennung)
- 1940: Der lange Weg nach Cardiff (The Long Voyage Home)
- 1940: Der Auslandskorrespondent (Foreign Correspondent)
- 1942: Arabische Nächte (Arabian Nights)
- 1943: Unternehmen Donnerschlag (Gung Ho!)
- 1946: Feuer am Horizont (Canyon Passage)
- 1947: Briefe aus dem Jenseits (The Lost Moment)
- 1947: Smash-Up: The Story of a Woman
- 1948: Geheimnis hinter der Tür (Secret Beyond the Door)
- 1948: Johanna von Orleans (Joan of Arc)
- 1948: Tal der Leidenschaften (Tap Roots)
- 1949: Tulsa
- 1949: Schweigegeld für Liebesbriefe (The Reckless Moment)
- 1952: Aladdin and His Lamp
- 1952: Schlachtzone Pazifik (Battle Zone)
- 1952: Die Frau mit der eisernen Maske (Lady in the Iron Mask)
- 1953; Kansas Pazifik (Kansas Pacific)
- 1953: Fort der Rache (Fort Vengeance)
- 1954: Die Tochter des Kalifen (The Adventures of Hajji Baba)
- 1954: Terror in Block 11 (Riot in Cell Block 11)
- 1956: Die Dämonischen (Invasion of the Body Snatchers)
- 1958: Laßt mich leben (I Want to Live!)
- 1963: Cleopatra